# Dave Bowler
David Pike „Dave“ Bowler (* 1957 in Portland) ist ein amerikanischer Jazzmusiker (Schlagzeug).

## Leben und Wirken
Bowler wuchs in einer Familie von Jazzmusikern auf. Im Alter von fünf Jahren erhielt er seinen ersten Schlagzeugunterricht bei seinem Großvater, ebenfalls Schlagzeuger und Posaunist. Während der Highschool-Zeit spielte er hauptsächlich Rockmusik, studierte aber im Jazz and Popular Music Program an der University of Maine.
Während des Studiums war er Gründungsmitglied der Jazzrock-Band The Franklin Street Arterial, mit der er 1980 ein Album einspielte; auch schloss er sich mehreren anderen Jazz- und Swing-Gruppen an und begleitete zudem Willie Nelson, Willie Dixon und Kilimandjaro Sound System. 1983 zog er nach New York City. Dort spielte er in zahlreichen lokalen Jazz-, Rock-, Pop-, Funk- und Rhythm-&-Blues-Bands, bevor er 1987 Mitglied des Trios von Ahmad Jamal wurde, dem er bis 1993 angehörte; mit Jamal war er mehrfach auf Welttournee und nahm insgesamt sechs Alben auf. Auch nahm er Unterricht bei Vernel Fournier, dem ursprünglichen Drummer von Jamal.
Bowler spielte dann in der Fernseh-Show Red, Hot & Cool, die Nancy Wilson in Los Angeles moderierte, mit Gästen wie George Duke und Stanley Clarke. Seit 1995 folgten verschiedene Europa-Tourneen mit Sängerinnen wie Lynda Hopkins, Cynthia Utterbach, Joan Faulkner und Veronica Martell. Seit 2002 ist er Mitglied von Addi Münster’s Old Merrytale Jazzband; weiterhin gehört er zu den Joys of Jazz. Auch arbeitete er mit Gottfried Böttger, mit Bill Ramsey, mit Augusto Mancinelli und mit Reggie Moore.